# Morey Lewis
Morey Pride Lewis, né le 23 décembre 1915 à Horatio dans l'Arkansas et mort le 4 juin 1977 dans le comté de Webb au Texas, est un ancien joueur de tennis américain des années 1930 et 1940.

## Biographie
Il a étudié au Kenyon College à Gambier dans l'Ohio. En 1938, il atteint la finale du championnat NCAA en double avec Don McNeill.
Il a remporté à deux reprises les championnats internationaux du Canada à sept ans d'intervalle. Il s'est également illustré en Louisiane, au Mississippi et au Manitoba en 1937, au Minnesota en 1938 et en Californie en 1945.
Il s'est marié en 1941 à Chicago avec la joueuse de tennis et de squash Mercedes Baba Madden.

## Palmarès
- Coupe Rogers : Vainqueur en 1939 contre Robert Madden et en 1946 contre Donald McDiarmid.